# Eleições estaduais no Rio Grande do Norte em 1965
As eleições estaduais no Rio Grande do Norte em 1965 ocorreram em 3 de outubro como parte das eleições gerais em onze estados cujos governadores exerciam um mandato de cinco anos, apesar da anulação do pleito em Alagoas por razões legais. No caso potiguar foram eleitos o governador Walfredo Gurgel e o vice-governador Clóvis Motta.
Na última eleição direta para o governo estadual realizada antes da imposição do bipartidarismo pelo Regime Militar de 1964, os potiguares reeditaram o embate havido em 1960 entre as forças políticas comandadas por Aluízio Alves e Dinarte Mariz e se naquela ocasião Alves triunfou sobre Djalma Marinho, desta vez a derrota afligiu ao próprio Mariz numa peleja contra Walfredo Gurgel. Durante a campanha os simpatizantes de Gurgel e de seu padrinho político ostentavam bandeiras verdes como símbolo e seus adversários tinham o emblema das bandeiras vermelhas ornadas com um chapéu de palha ao fundo.
O monsenhor Walfredo Gurgel nasceu em Caicó e possui graduação em Filosofia em 1928 e Teologia em 1932 na Pontifícia Universidade Gregoriana em Roma. Vigário das paróquias de Acari e Caicó, foi diretor do Colégio Diocesano Seridoense em sua cidade natal, bem como foi professor e reitor do Seminário Maior de Natal. Entrou para a política através do PSD ao eleger-se eleito deputado federal em 1945, condição que lhe permitiu atuar na Assembleia Nacional Constituinte responsável pela Constituição de 1946, embora não tenha obtido novos mandatos. Seu regresso à vida pública aconteceu em 1960 quando foi eleito vice-governador na chapa de Aluízio Alves, de quem recebeu apoio para eleger-se senador em 1962 e governador em 1965.
Paraibano de Campina Grande, o engenheiro químico Clóvis Motta é formado na Universidade Federal de Pernambuco e também é advogado pela Universidade Federal de Alagoas. Eleito deputado estadual via PTB elegendo-se deputado estadual em 1954, presidiu a Federação das Indústrias do Estado do Rio Grande do Norte. Eleito deputado federal pelo PSD em 1958 e reeleito no PTB em 1962, nesta legenda foi eleito vice-governador do Rio Grande do Norte em aliança com Walfredo Gurgel em 1965.

## Resultado da eleição para governador
Conforme o Tribunal Superior Eleitoral houve 275.468 votos nominais, 2.296 votos em branco (0,82%) e 3.361 votos nulos (1,19%), resultando no comparecimento de 281.125 eleitores.
| Candidatos a governador do estado | Candidatos a vice-governador | Número | Coligação           | Votação | Percentual |
| --------------------------------- | ---------------------------- | ------ | ------------------- | ------- | ---------- |
| Walfredo Gurgel PSD               | Clóvis Motta PTB             | -      | PSD, PTB            | 151.349 | 54,94%     |
| Dinarte Mariz UDN                 | Tarcísio Maia UDN            | -      | UDN (sem coligação) | 124.119 | 45,06%     |
| Fontes:                           |                              |        |                     |         |            |

## Efetivado suplente de senador

### Manuel Vilaça
Como o governador eleito do Rio Grande do Norte exercia o mandato de senador, teve que abdicar de seu posto em Brasília para assumir o Palácio Potengi e assim foi efetivado Manuel Vilaça. Médico nascido em São João do Sabugi e formado na Universidade Federal de Pernambuco, fez cursos de administração, puericultura, alimentação, fisiologia e dietética junto ao Ministério da Saúde e um curso de proteção social à infância em Paris. Prestou serviços à Legião Brasileira de Assistência em Pernambuco e Rio Grande do Norte, presidiu o Conselho Nacional de Saúde e foi ministro da Saúde ao final da gestão de Tancredo Neves como primeiro-ministro na fase parlamentarista do Governo João Goulart. Ato contínuo, foi eleito suplente do senador Walfredo Gurgel sob a legenda do PSD em 1962 sendo efetivado após a renúncia do titular.